# カリフラワーモザイクウイルス
カリフラワーモザイクウイルス（Cauliflower mosaic virus：CaMV）は植物に感染するウイルスで、カリモウイルス科カリモウイルス属に属す。ゲノムは環状二本鎖DNAであるが、逆転写酵素を持ち増殖過程でRNAを介して複製する（パラレトロウイルス）。植物の遺伝子工学の材料としてもよく用いられる。
主にアブラナ科の植物にモザイク症状を起こし、アブラムシにより媒介される。 ビリオン（ウイルス粒子）はエンベロープがなく、直径52nmの正二十面体のカプシドからなる。DNAは約8.0キロ塩基対の環状二本鎖であるが、完全に連続ではなくギャップが3箇所ある。宿主細胞に感染の後、ギャップが修復されスーパーコイル型DNAとなりヒストンと結合してミニ染色体を形成する。
ゲノムDNA上には7個の同じ向きのオープンリーディングフレーム（ORF）がある。 DNAからの転写により、全ゲノムからなる35S RNA（末端に重複配列がある）と短い19S RNAができる。
35S RNAの転写プロモーターは非常に強力で、植物の遺伝子工学にもよく用いられる。35S RNAは複製中間体で、これからの逆転写により新しいDNAが作られる。またポリシストロニックな（polycistronic、複数の遺伝子を発現する）mRNAとしても機能する。上流側には6個のオープンリーディングフレーム（ORF）があり、これらはすぐ隣り合ったり重なったり（読み枠が異なる）している。
その下流側には少し離れてもう1つのORF（ORF VI）があり、これは19S RNAから発現される。ORF VIのタンパク質は35S RNA上のORFの翻訳を制御し、また新たなビリオンを蓄える封入体を形成する。
ORF Vは逆転写酵素、RNアーゼおよびプロテアーゼをコードし、これによりゲノムの複製が行われる。ORF IVはカプシドタンパク質をコードする。新しく作られたビリオンは封入体に移動し、細胞外に放出される。
ウイルスはORF I産物により植物体内を移動し、またORF II産物によりアブラムシへの移動を行う。 